# Carmen Hart
Carmen Hart (Lumberton, Carolina del Nord, 12 de març de 1984) és una actriu porno estatunidenca.

## Biografia
Carmen Hart va créixer a Carolina del Nord, i és completament d'ascendència Lumbee, tribu nativa americana. Va néixer en una família Cristiana, però ha dit que la seva família no era gaire estricta. Als 15 anys va perdre la virginitat. Carmen va atribuir a la pel·lícula Striptease com la seva inspiració per començar amb el streaptease.
Hart va guanyar el concurs regional Hawaiian Tropic en 2004.
Una nit va conduir fins a Fayetteville, Carolina del Nord i es va detenir en el primer club de streaptease que va veure. Després de treballar aquí per un temps, va decidir retirar-se i tornar a la seva vida normal. Els problemes de diners la van forçar a tornar al negoci del streaptease. Va treballar en nombrosos clubs durant aquest temps.
A l'octubre de 2005, Carmen va signar un contracte amb Wicked Pictures per 2 anys. Actualmentre Carmen no realitza escenes de sexe anal.
Ha declarat que és bisexual.

## Premis
- 2007 Premis AVN Millor Escena de Sexe Grupal (Pel·lícula) – FUCK (amb Katsumi, Kirsten Price, Mia Smiles, Eric Masterson, Chris Cannon, Tommy Gunn i Randy Spears)[6]
- 2007 Ballarina Exòtica de l'Any[7]
- 2007 20 Actrius Top d'Adultcon[8]
- 2009 Premis AVN Nominada a millor actriu, per Fired[9]